# Hugh Armstrong Clegg
Hugh Armstrong Clegg (* 22. Mai 1920 in Truro; † 9. Dezember 1995 in Warwick) war ein britischer Industrial-Relations-Experte und Historiker der britischen Gewerkschaften. Gemeinsam mit Allan Flanders und Alan Fox begründete er die sogenannte Oxford School of Industrial Relations, eine Denkrichtung, die wissenschaftlich der von John T. Dunlop begründeten Systemtheorie der Industrial Relations nahesteht und politisch dem Pluralismus zugerechnet wird.

## Leben und Werk
Clegg wurde im Geise des Methodismus erzogen; sein Vater war ein methodistischer Geistlicher. Mit 12 Jahren besuchte er die Internatsschule Methodist Kingswood School, eine Public School in Bath/Somerset, England. In früher Jugend trat er der Communist Party of Great Britain bei, verließ sie aber wieder 1947. Mit einem Stipendium konnte er zunächst Classics am Magdalen College der Oxford University studieren. Der Zweite Weltkrieg unterbrach sein Studium für fünf Jahre, die er in der britischen Armee verbrachte. Nach dem Krieg kehrte er nach Oxford zurück und belegte den für diese Universität bekannten Studiengang Philosophy, Politics and Economics (PPE). Auf Anregung des Fabian-Sozialisten G.D.H. Cole widmete er sich danach dem Studium der Industrial Relations und wurde 1949 Fellow am Oxforder Nuffield College.
Clegg war einflussreiches Mitglied in mehreren politischen Kommissionen, die für die Reform und politische Gestaltung der britischen industriellen Beziehungen ins Leben gerufen worden waren: der Royal Commission on Trade Unions and Employers' Associations (Donovan Commission) (1965–1968), dem National Board for Prices and Incomes (1965–1971), dem Civil Service Arbitration Tribunal (1968–1971), der Standing Commission on Pay Comparability (1979–1980).
1967 wurde er auf die neu eingerichtete Professur of Industrial Relations der Universität von Warwick/Coventry berufen, wo er bis zu seiner Emeritierung 1979 lehrte. Unter seinem Direktorat wurde in Warwick die Industrial Relations Research Unit (IRRU) gegründet, deren Forschungsaktivitäten soziologische Betriebs- und Arbeitsplatzstudien zum integralen Bestandteil der britischen Industrial Relations machten. Beispielhaft dafür waren Eric Batstones qualitative Betriebsfallstudien (Shop Stewards in Action: The Organisation of Workplace Conflict and Accommodation).
Clegg ist Verfasser zahlreicher Studien darunter das dreibändige Werk A History of British Trade Unions since 1889. Sein Buch The System of Industrial Relations in Great Britain diente zu seinen Lebzeiten als Schlüsseltext in der Lehre.

## Schriften
- Industrial Democracy and Nationalization. A Study Prepared for the Fabian Society. Blackwell, Oxford, 1951
- The System of Industrial Relations in Great Britain. Blackwell, Oxford 1953, Neuauflagen 1970 und 1979
- A New Approach to Industrial Democracy. Blackwell, Oxford 1960
- General Union in a Changing Society. Blackwell, Oxford 1964
- How to Run an Incomes Policy, and Why We Made Such a Mess of the Last One. Heineman, London 1971
- Pluralism in Industrial Relations. In: British Journal of Industrial Relations, Jg. 13/1975, Heft 3, S. 309–316
- Trade Unionism under Collective Bargaining. A Theory based on Comparisons of Six Countries. Blackwell, Oxford 1978
- A History of British Trade Unions since 1889.
  - Vol I: 1889–1910 (gemeinsam mit Alan Fox und A. F. Thompson), Clarendon Press, Oxford 1964
  - Vol II: 1911–1933, Clarendon Press, Oxford 1985
  - Vol. III: 1934–1951, Clarendon Press, Oxford 1994